# Arménie au Concours Eurovision de la chanson junior
L'Arménie participe au Concours Eurovision de la chanson junior depuis 2007. Le pays s'est retiré pour la première fois en 2020 à la suite du conflit armé avec l'Azerbaïdjan alors qu'il était censé être représenté par la chanteuse Maléna Fox et la chanson Why.
Le pays gagne deux fois le Concours : en 2010 et en 2021.

## Pays hôte
Le pays a organisé le concours à deux reprises, en 2011, à la suite de sa victoire l'année précédente. Il s'est déroulé le 3 décembre 2011 au Karen Demirchanyan Complex dans la capitale arménienne d'Erevan. La soirée est présentée par Gohar Gasparyan et Avet Barseghyan.
Le pays accueillera à nouveau le concours en 2022, à la suite de leur victoire lors de l'édition précédente.

## Participations
Dès la première participation du pays, celui-ci se classe en 2ème position à seulement 1 point de la victoire. L'Arménie est l'un des pays les plus réguliers lors des différentes participations. Il n'a ainsi jamais quitté le top 10 en 15 participations. 
Le pays compte deux victoires : la première a eu lieu en 2010 grâce à Vladimir Arzumanyan, ayant obtenu 120 points et en passant devant la Russie pour un seul point. 11 ans plus tard, Maléna Fox, qui aurait déjà dû représenter son pays en 2020, remporte l'Eurovision Junior 2021 grâce à sa chanson Qami Qami ("Vent" en Français), devançant la Pologne et la France. 
Outre ces deux victoires, l'Arménie compte également le plus grand nombre de podiums : 10 podiums en 15 participations, soit plus de la moitié des entrées qui ont abouti à un top 3. Le pays compte 5 deuxièmes places - en 2007 à un point du vainqueur biélorusse, en 2009 à égalité avec la Russie et derrière les Pays-Bas, en 2015 derrière Malte (encore une fois à moins de 10 points de la victoire), en 2016 loin derrière la Géorgie et en 2022 derrière la France - et 3 troisièmes places (2012 derrière l'Ukraine et la Géorgie, 2014 derrière l'Italie et la Bulgarie et 2023 derrière la France et l'Espagne).
Le pays a comme pire résultat une double 9ème place en 2018 avec LEVON et en 2019 avec Karina Ignatyan, obtenant respectivement 125 et 115 points - alors que la Pologne a gagné ces deux mêmes concours.

## Représentants
| Édition | Année | Artiste             | Chanson                             | Langue            | Traduction du titre       | Place                                            | Points                                           |
| ------- | ----- | ------------------- | ----------------------------------- | ----------------- | ------------------------- | ------------------------------------------------ | ------------------------------------------------ |
| 5e      | 2007  | Arevik              | Erazanq (Երազանք)                   | Arménien          | Un rêve                   | 02                                               | 136                                              |
| 6e      | 2008  | Monica              | Im ergi hnchyune (Իմ Երգի Հնչյունե) | Arménien          | Mélodie de ma chanson     | 08                                               | 59                                               |
| 7e      | 2009  | Luara Hayrapetyan   | Barcelona (Բարսելոնա)               | Arménien          | Barcelone                 | 02                                               | 116                                              |
| 8e      | 2010  | Vladimir Arzumanyan | Mama (Մամա)                         | Arménien          | Maman                     | 01                                               | 120                                              |
| 9e      | 2011  | Dalita              | Welcome to Armenia                  | Arménien, anglais | Bienvenue en Arménie      | 05                                               | 85                                               |
| 10e     | 2012  | Compass Band        | Sweetie Baby                        | Arménien, anglais | Doux bébé                 | 03                                               | 98                                               |
| 11e     | 2013  | Monica Avanesyan    | Choco-factory                       | Arménien, anglais | Usine à chocolat          | 06                                               | 69                                               |
| 12e     | 2014  | Betty               | People of the Sun                   | Arménien, anglais | Le peuple du soleil       | 03                                               | 146                                              |
| 13e     | 2015  | Mika                | Love                                | Arménien, anglais | Amour                     | 02                                               | 176                                              |
| 14e     | 2016  | Anahit & Mary       | Tarber (Տարբեր)                     | Arménien, anglais | Différent                 | 02                                               | 232                                              |
| 15e     | 2017  | Misha               | Boomerang                           | Arménien, anglais | -                         | 06                                               | 148                                              |
| 16e     | 2018  | Levon               | L.E.V.O.N                           | Arménien, anglais | -                         | 09                                               | 125                                              |
| 17e     | 2019  | Karina Ignatyan     | Colours of Your Dream               | Arménien, anglais | Les couleurs de tes rêves | 09                                               | 115                                              |
| 18e     | 2020  | Maléna              | Why                                 | Arménien, anglais | Pourquoi                  | Retrait en raison de la guerre au Haut-Karabagh. | Retrait en raison de la guerre au Haut-Karabagh. |
| 19e     | 2021  | Maléna              | Qami Qami (Քամի Քամի)               | Arménien, anglais | Le vent                   | 01                                               | 224                                              |
| 20e     | 2022  | Nare                | DANCE!                              | Armenien, Anglais | DANSE!                    | 02                                               | 180                                              |
| 21e     | 2023  | Yan Girls           | Do It My Way                        | Arménien, anglais | Je le fais à ma façon     | 03                                               | 180                                              |
| 22e     | 2024  | Leo                 | Cosmic Friend                       | Arménien, anglais | Ami cosmique              | 08                                               | 125                                              |
| 23e     | 2025  |                     |                                     |                   |                           |                                                  |                                                  |

- Première place
- Deuxième place
- Troisième place
- Dernière place
- Arménie organisatrice

## Galerie

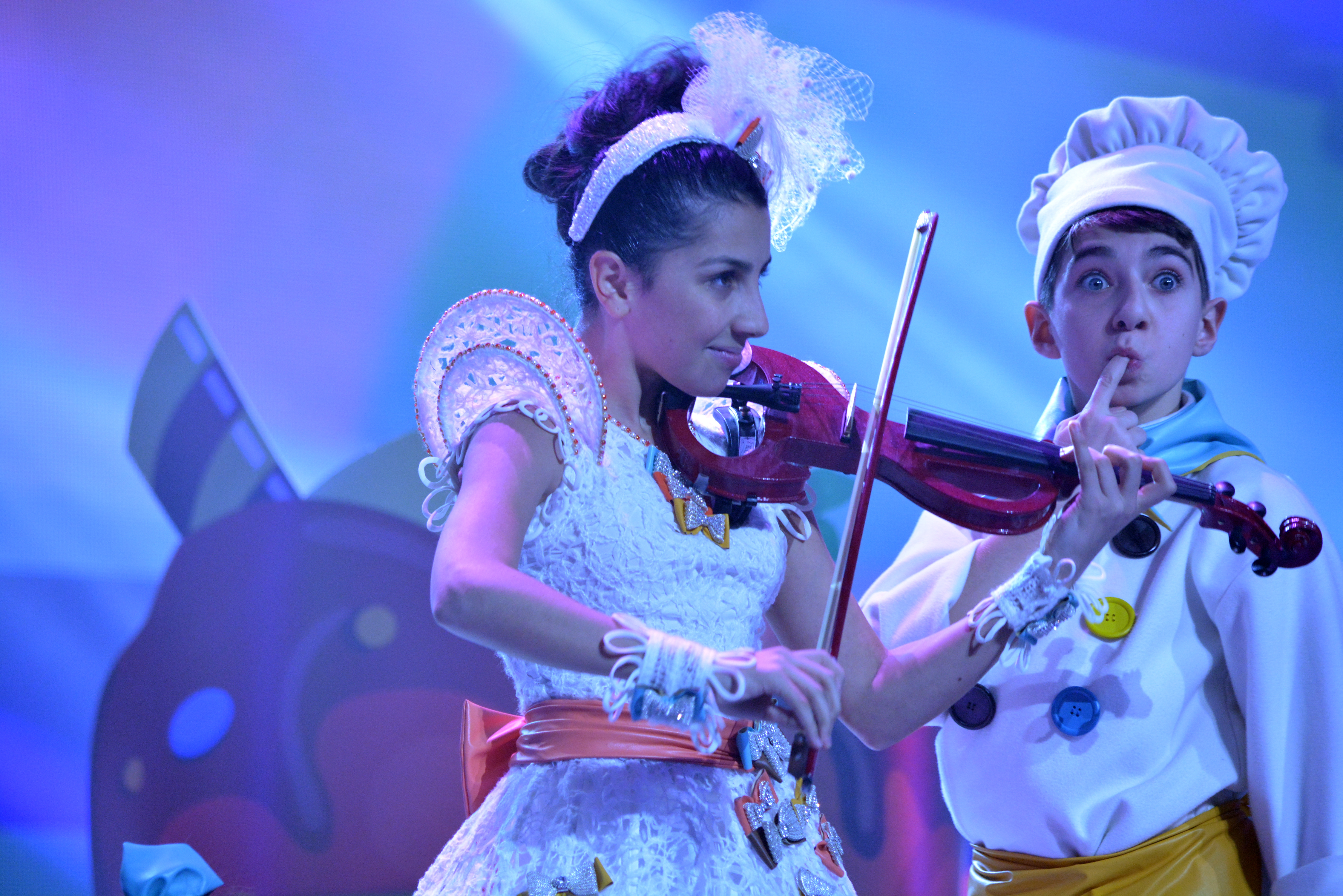
Monica Avanesyan à Kiev (2013).
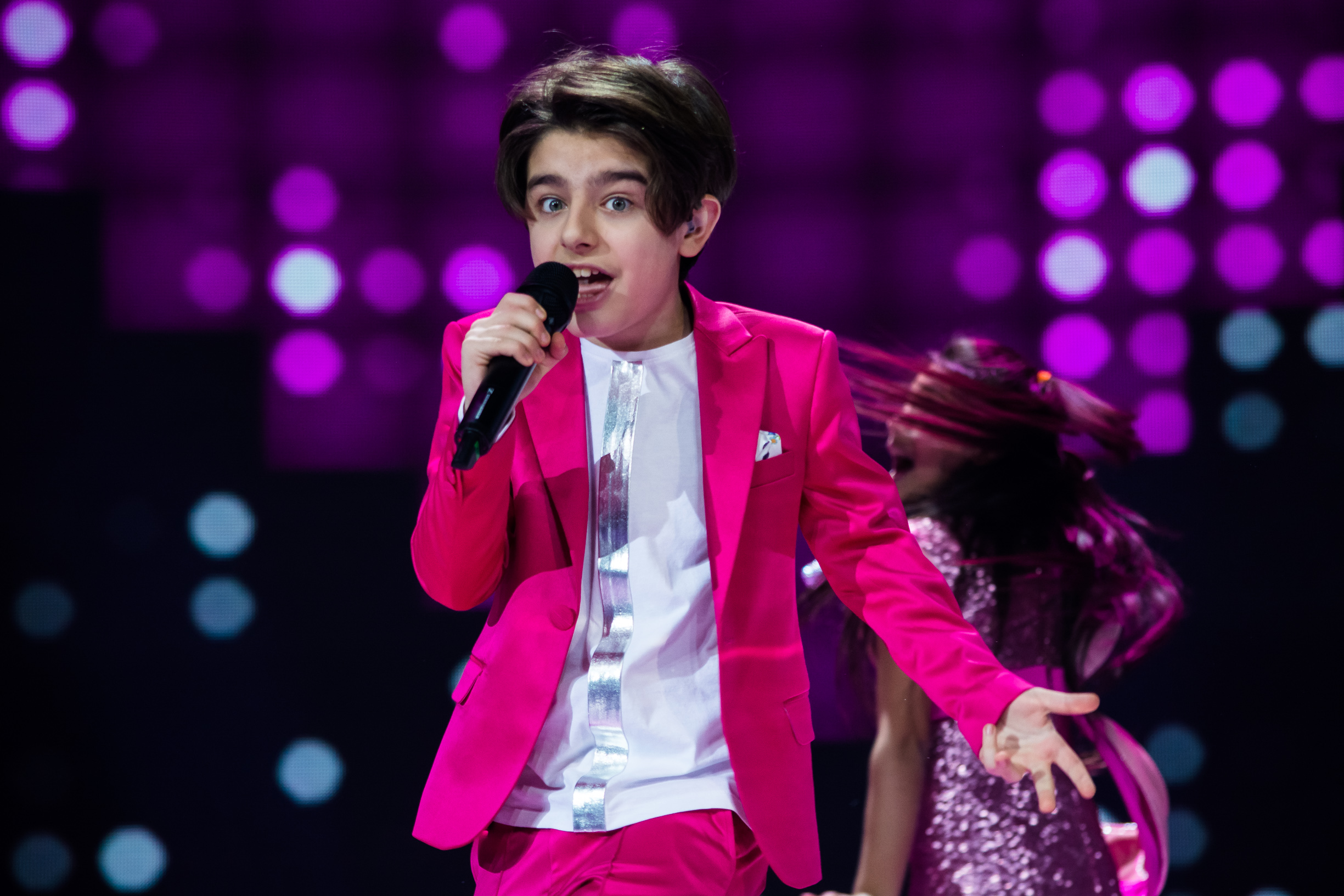
Michael Varosyan à Sofia (2015).
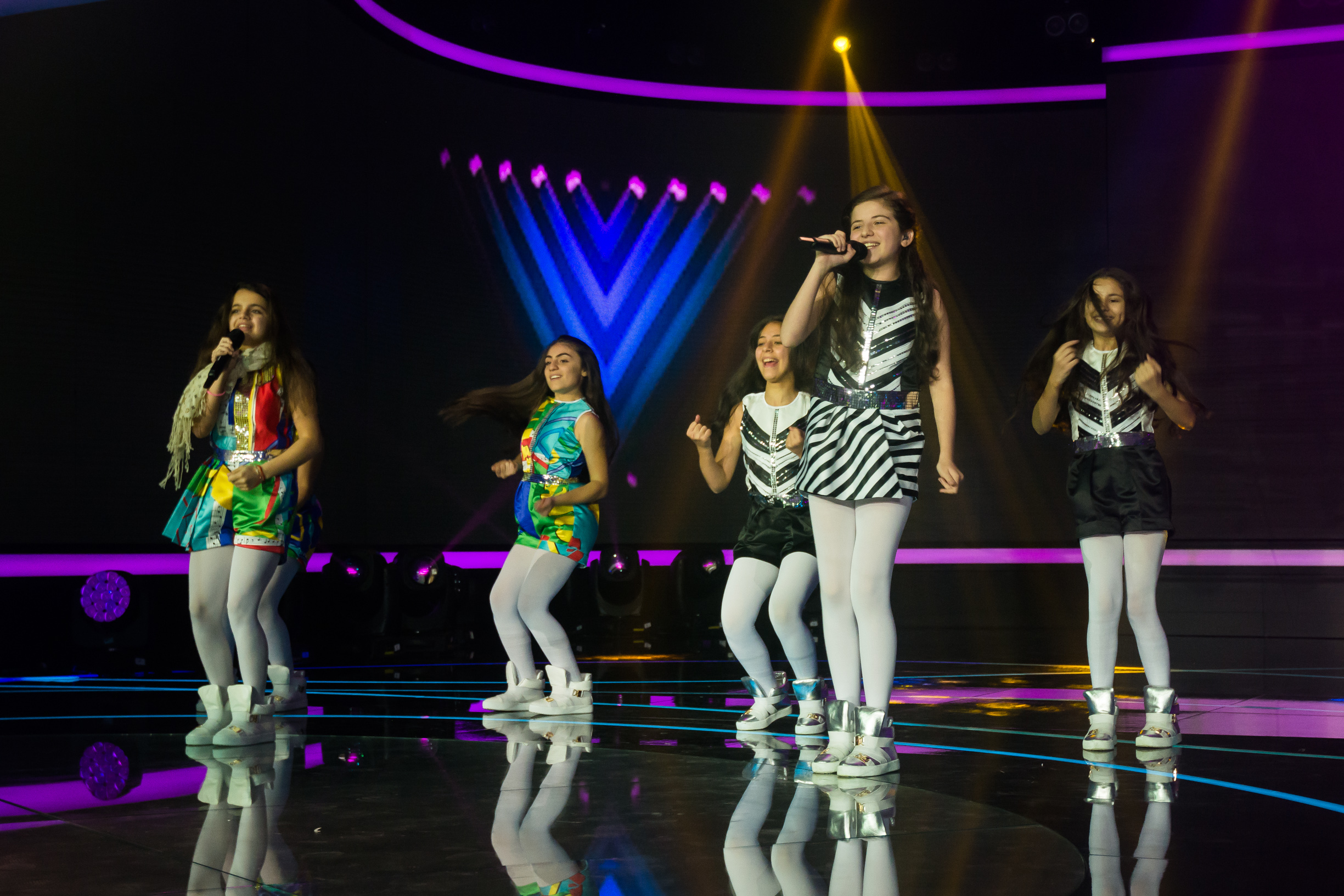
Anahit Adamyan et Mary Vardanyan à La Valette (2016).
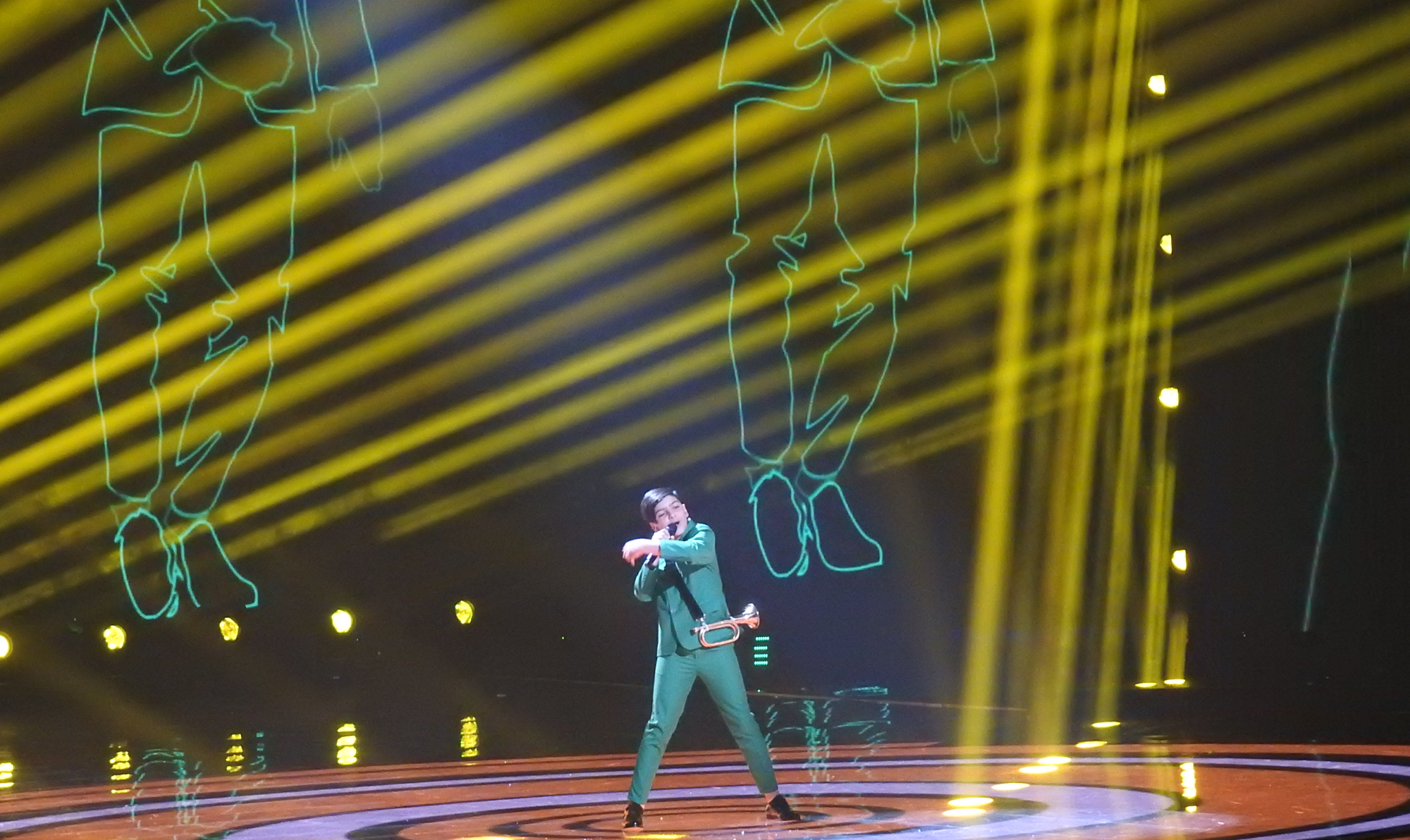
Levon à Minsk (2018).
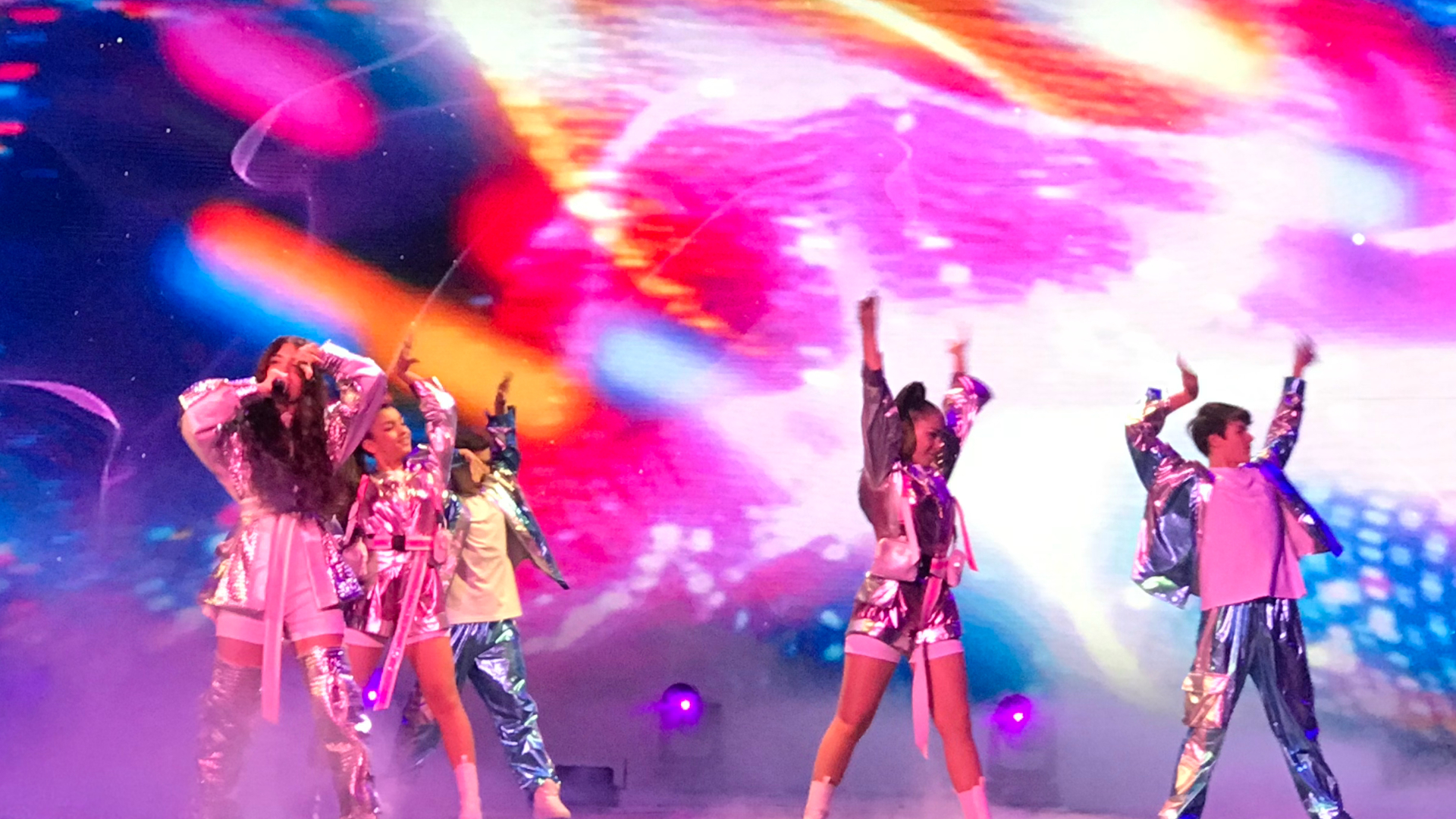
Maléna à Paris (2021).
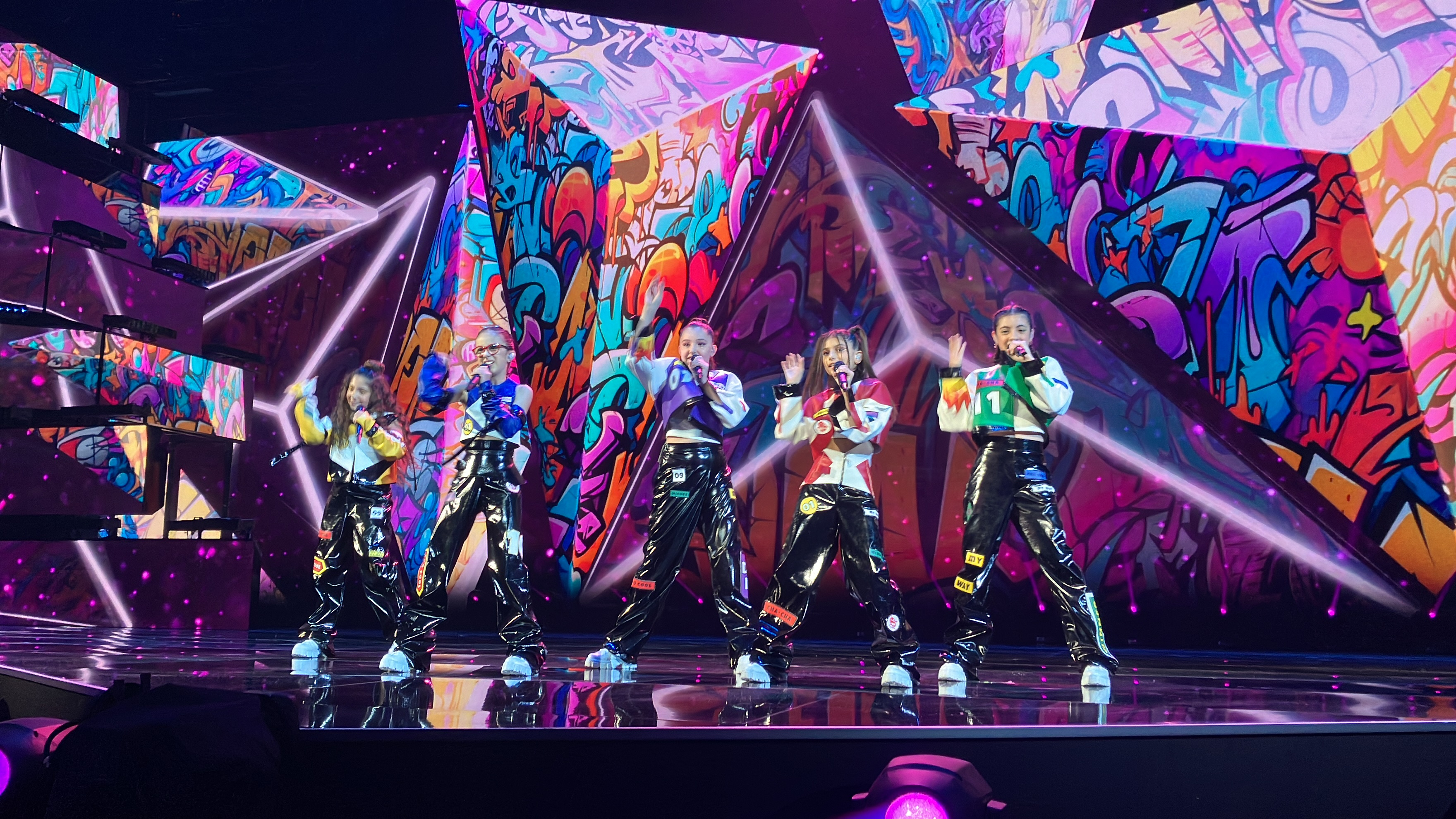
Les Yan Girls à Nice (2023).

## Historique de vote
Depuis 2007, l'Arménie a attribué le plus de points à :
| Rang | Pays        | Points |
| ---- | ----------- | ------ |
| 1    | Russie      | 72     |
| 2    | Géorgie     | 67     |
| 3    | Ukraine     | 52     |
| 4    | Biélorussie | 45     |
| 5    | Pays-Bas    | 30     |

Depuis 2007, l'Arménie a reçu le plus de points de la part de :
| Rang | Pays     | Points |
| ---- | -------- | ------ |
| 1    | Géorgie  | 69     |
| 2    | Russie   | 65     |
| 3    | Ukraine  | 64     |
| 4    | Belgique | 54     |
| 5    | Pays-Bas | 51     |